# 将棊頭山

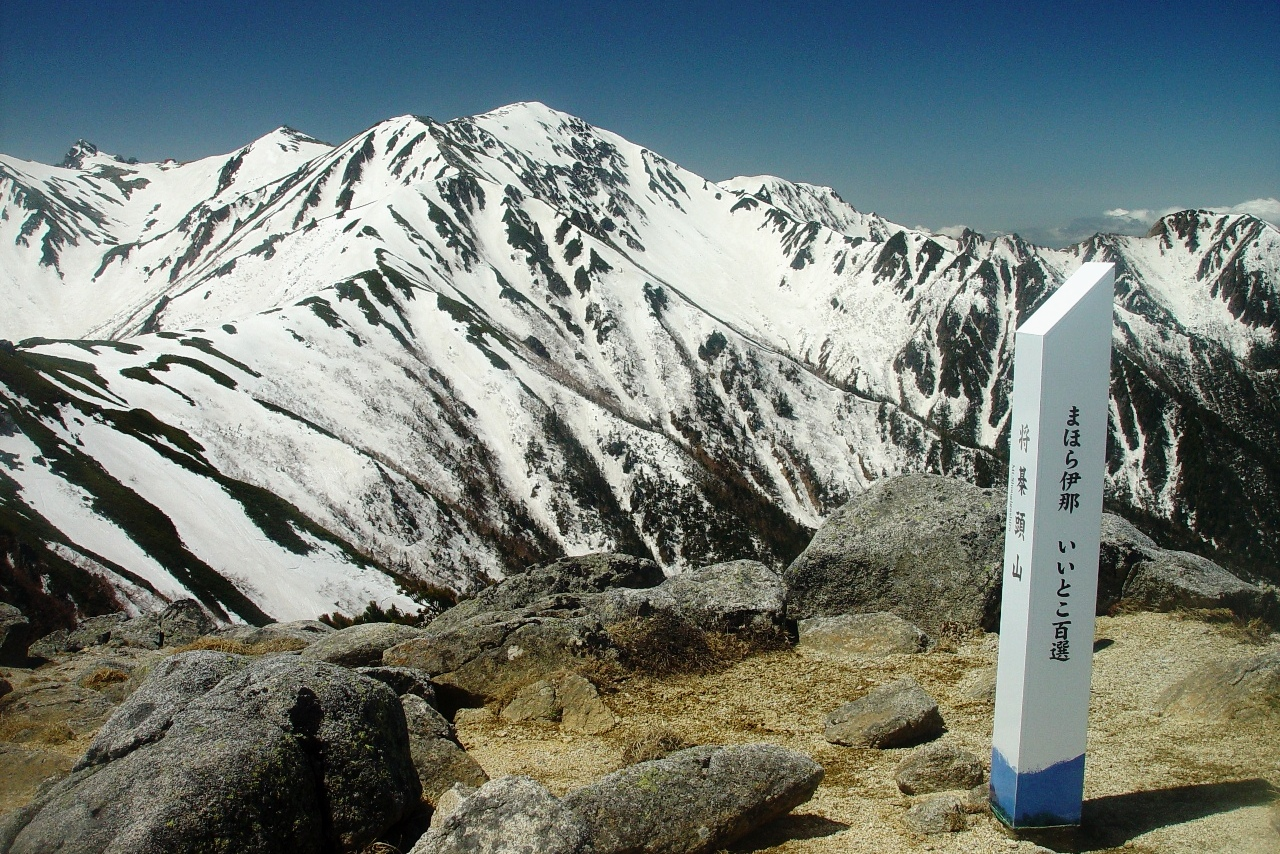
将棊頭山から望む木曽駒ヶ岳

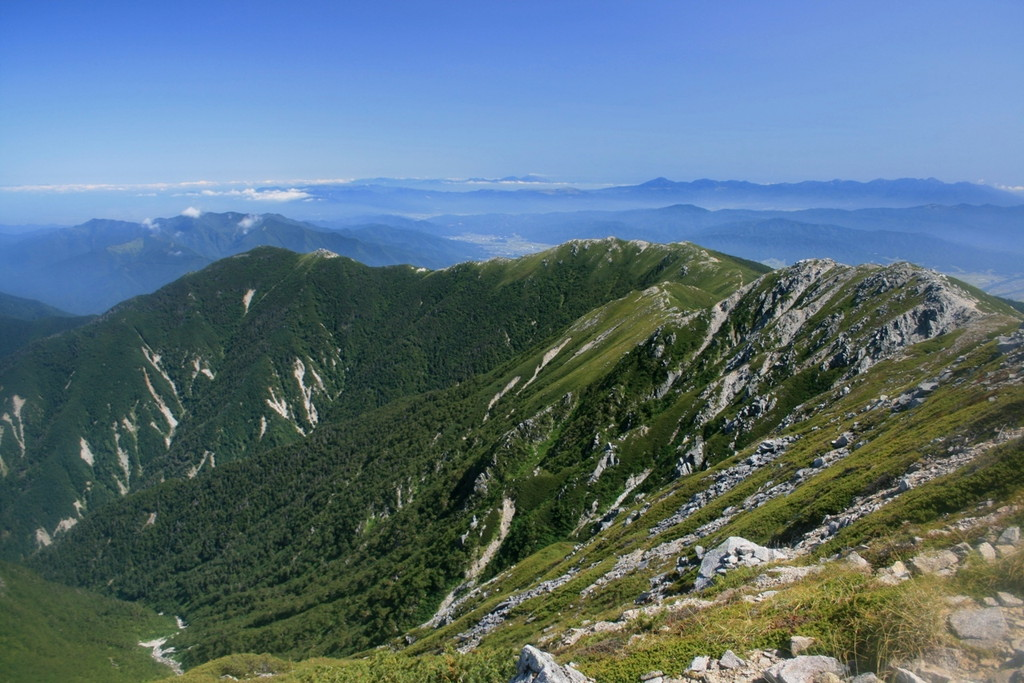
木曽駒ヶ岳から望む茶臼山と将棊頭山

将棊頭山（しょうぎかしらやま）は、木曽山脈（中央アルプス）にある標高2730mの山。木曽駒ヶ岳の北に位置し、山体すべてが長野県に属する。

## 概要
山の姿が将棋の駒に似ているところから名前がついた。「桂小場」から日帰り登山ができる山で、高山植物コマクサ群生の山である。
日本の分水界が山頂の間近まで迫っているが、将棊頭山の山頂に降った雨は、東は天竜川、西は木曽川へと集まり、いずれも太平洋へ注いでいる。ちなみに、分水界は、山頂の北西約1kmの胸突ノ頭付近で、日本海に注ぐ信濃川水系の奈良井川の源流となっている。

## 歴史
- 1913年（大正2年）に長野県中箕輪高等小学校（現在の箕輪町立箕輪中学校）の集団登山の遭難事故（木曽駒ヶ岳大量遭難事故）発生した。山頂の南側には、記念する碑がある。この遭難事故をもとに、のちに作家新田次郎が小説『聖職の碑』を著している。
- 1915年大正4年 遭難事故を受けて西駒山荘を、地元の方が建設資金を募って作り運営していた。
- 1967年 ロープウェイができて登山経路が変わって採算が取れなくなり、伊那市に移管して信州大学学生が経営していた[1]。
- 2000年 信州大学ＯＢが当該山小屋の経営をして、登山者の安全をみまもっている[1]。
- 2016年08月01日 西駒山荘石室が国登録有形文化財に登録なる[2][3][1]。

## 登山道
各方面からの登山道がある。山頂直下の東側には伊那市西駒山荘があり、付近に天命水と呼ばれる湧水がある。将棊頭山と茶臼山（標高2,653m）の間には、花崗岩の鋭く尖った行者岩（標高2,658m）がある。
- 中央アルプス縦走ルート

夏と秋の最盛期には、駒ヶ岳ロープウェイの駅には長蛇の列が生じる。千畳敷駅構内には売店、レストランやトイレがある。北御所登山道ルートは地元の学校の学校登山に利用している。
- 桂小場駐車場 - 野田場・ぶどうの泉 - 馬返し - 大樽小屋 - 胸突き八丁 - 西駒山荘（泊） - 将棊頭山  - 濃ヶ池分岐 - 木曽駒ヶ岳 - 中岳 - 宝剣山荘 - 乗越浄土 - 千畳敷 - 「千畳敷駅」（ロープウェイ）
- 桂小場駐車場 - 野田場・ぶどうの泉 - 馬返し - 大樽小屋 - 胸突き八丁 - 西駒山荘（泊） - 将棊頭山  - 濃ヶ池分岐 - 木曽駒ヶ岳 - 中岳 - 宝剣山荘 - 乗越浄土 - 伊那前岳 - 六合目小屋場 - ウドンヤ峠 - 清水平 - 蛇腹沢登山口 - 北御所登山口（北御所登山道ルートの起点）

- 西駒登山ルート

一般的なルートである。
桂小場駐車場 - 野田場・ぶどうの泉 - 馬返し - 大樽小屋 - 胸突き八丁 - 西駒山荘 - 将棊頭山
- 茶臼山経由ルート

木曽駒高原スキー場 - 正沢川 - 行者水 - 茶臼山 - 行者岩 - 西駒山荘 - 将棊頭山
- 権現づるね

伊那スキーリゾート - 権現山 - 権現づるね - 西駒山荘 - 将棊頭山

## 周辺の山小屋
- 大樽小屋
- 西駒山荘

## 周辺の山
- 大棚入山
- 茶臼山
- 権現山
- 木曽駒ヶ岳
- 宝剣岳
- 三ノ沢岳

木曽山脈（中央アルプス）の主な山は、木曽山脈を参照。

## 交通
- 車　 国道19号．153号または、中央高速道路伊北IC。

　　　羽場交差点より伊那西部広域農道。県道202号を桂小場駐車場。
- 京王バス　駒ヶ岳千畳敷カールおとくきっぷ